# 安契斯哈蒂聖殿

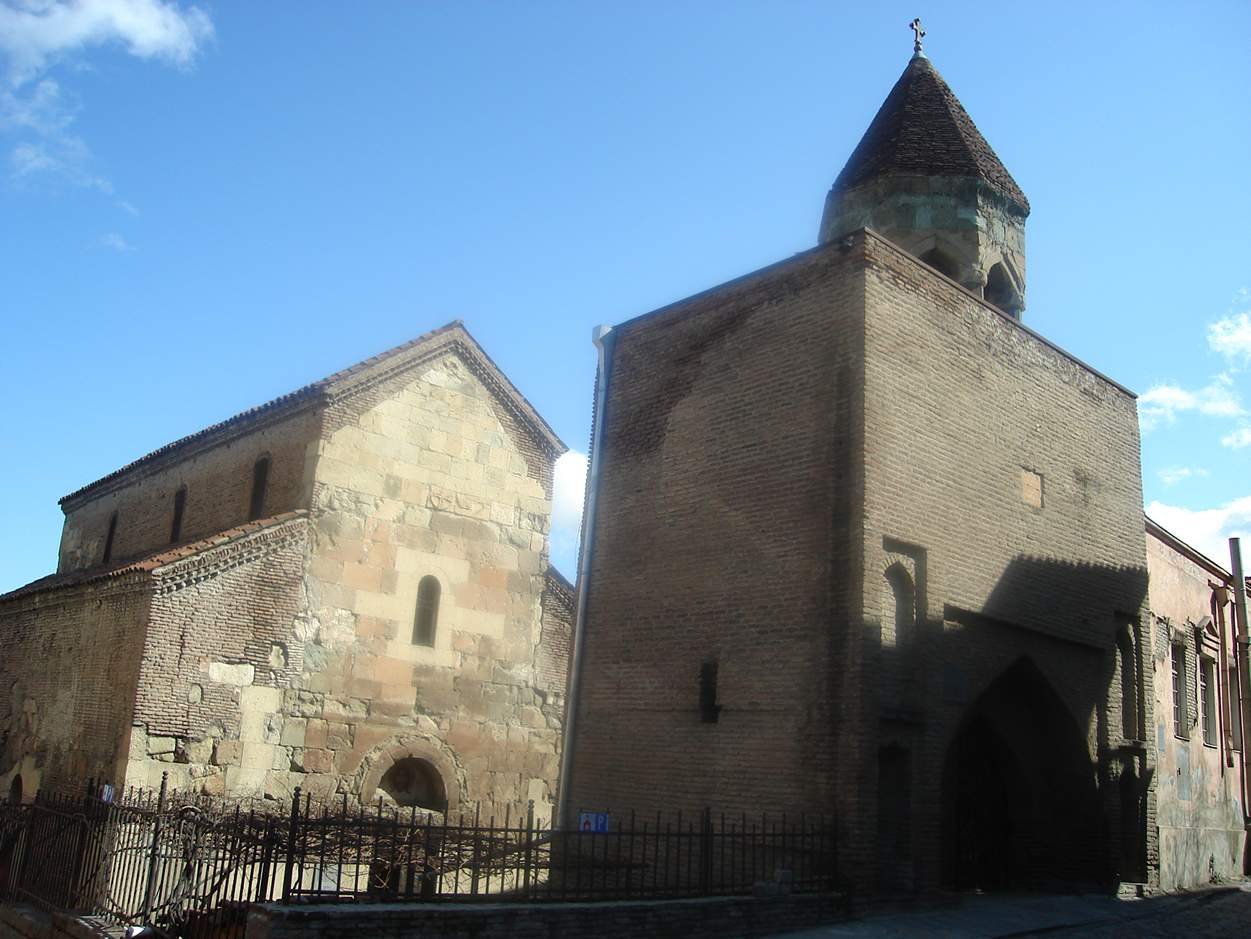

安契斯哈蒂聖殿是位於喬治亞首都提比里斯現存的教堂中歷史最古老的一座，屬喬治亞正教會，始建於6世紀時期。安契斯哈蒂聖殿在歷史上多次被破壞後又多次重建。1870年代，在一次改建之後教堂的外觀徹底改變。蘇聯時期教堂被關閉，改為一座工藝品博物館。1958年至1964年，教堂進行了修復工程。1991年喬治亞獨立之後，教堂恢復了其宗教功能。